# Peter Artner
Peter Artner (ur. 20 maja 1966 w Wiedniu) – austriacki piłkarz grający na pozycji defensywnego pomocnika.

## Kariera klubowa
Karierę piłkarską Artner rozpoczął w wiedeńskim klubie Austria Wiedeń. W sezonie 1984/1985 zadebiutował w jego barwach w austriackiej Bundeslidze. Jako rezerwowy wywalczył z Austrią dwa mistrzostwa kraju w 1985 i 1986 roku, a także Puchar Austrii (1986). Nie mając miejsca w składzie Austrii został wypożyczony do First Vienna FC, a w 1987 roku odszedł z zespołu.
W 1987 roku Artner został piłkarzem Admiry Wacker Wiedeń. Tam grał przez 6 sezonów i był podstawowym zawodnikiem zespołu. W 1993 roku odszedł do SV Wüstenrot Salzburg. W 1994 roku wywalczył z zespołem z Salzburga mistrzostwo Austrii, a także wystąpił w obu finałowych spotkaniach Pucharu UEFA z Interem Mediolan, dwukrotnie przegranych przez austriacki klub 0:1. W 1995 roku obronił z Salzburgiem mistrzowski tytuł.
W 1996 roku Artner odszedł do hiszpańskiego Hérculesa Alicante. W Primera División zadebiutował 8 września 1996 w przegranym 0:3 wyjazdowym spotkaniu z Realem Madryt. Na koniec sezonu 1996/1997 spadł z Hérculesem do Segunda División.
Latem 1997 Artner przeszedł do Foggi, grającej we włoskiej Serie B. Po pół roku wrócił do Austrii i grał w VSE Sankt Pölten. W 2000 roku spadł z nim z 2. Bundesligi do Regionalligi. W 2001 roku zakończył karierę piłkarską.
| Sezon   | Klub                  | Kraj      | Rozgrywki        | Mecze | Bramki |
| ------- | --------------------- | --------- | ---------------- | ----- | ------ |
| 1984/85 | Austria Wiedeń        | Austria   | Bundesliga       | 5     | 0      |
| 1985/86 | Austria Wiedeń        | Austria   | Bundesliga       | 1     | 0      |
| 1986/87 | First Vienna FC       | Austria   | Bundesliga       | 20    | 1      |
| 1987/88 | Admira Wacker Wiedeń  | Austria   | Bundesliga       | 34    | 4      |
| 1988/89 | Admira Wacker Wiedeń  | Austria   | Bundesliga       | 28    | 1      |
| 1989/90 | Admira Wacker Wiedeń  | Austria   | Bundesliga       | 31    | 2      |
| 1990/91 | Admira Wacker Wiedeń  | Austria   | Bundesliga       | 33    | 2      |
| 1991/92 | Admira Wacker Wiedeń  | Austria   | Bundesliga       | 31    | 4      |
| 1992/93 | Admira Wacker Wiedeń  | Austria   | Bundesliga       | 30    | 10     |
| 1993/94 | SV Wüstenrot Salzburg | Austria   | Bundesliga       | 30    | 4      |
| 1994/95 | SV Wüstenrot Salzburg | Austria   | Bundesliga       | 25    | 2      |
| 1995/96 | SV Wüstenrot Salzburg | Austria   | Bundesliga       | 27    | 1      |
| 1996/97 | Hércules CF           | Hiszpania | Primera División | 13    | 0      |
| 1997/98 | U.S. Foggia           | Włochy    | Serie B          | 10    | 0      |
| 1997/98 | VSE Sankt Pölten      | Austria   | 2. Bundesliga    | 17    | 4      |
| 1998/99 | FCN Sankt Pölten      | Austria   | 2. Bundesliga    | 30    | 1      |
| 1999/00 | FCN Sankt Pölten      | Austria   | 2. Bundesliga    | 27    | 2      |
| 2000/01 | SKN St. Pölten        | Austria   | Regionalliga     | 23    | 0      |

## Kariera reprezentacyjna
W reprezentacji Austrii Artner zadebiutował 18 listopada 1987 roku w zremisowanym 0:0 spotkaniu eliminacji do Euro 88 z Rumunią. W 1990 roku został powołany do kadry na Mistrzostwa Świata we Włoszech. Tam był podstawowym zawodnikiem i wystąpił w 2 spotkaniach grupowych: z Włochami (0:1) i Stanami Zjednoczonymi (2:1), w którym został ukarany czerwoną kartką. Od 1987 do 1996 roku rozegrał w kadrze narodowej 55 spotkań i zdobył jednego gola.